# Gobernador General de Jammu y Cachemira
Gobernador General de Jammu y Cachemira, cargo que representa al jefe de Estado de la región de Jammu y Cachemira, en litigio entre Pakistán y la India desde 1947. 
Cuando India se convirtió en independiente, Hari Singh, Maharajá de Cachemira logró conquistar la región de Jammu. El cargo de Maharaja de Jammu y Cachemira como título monárquico hereditario en el estado principesco se mantuvo hasta Karan Singh, quien en 1965 pasa a ser Gobernador General.

## Gobernadores de Jammu y Cachemira
| Nº | Gobernador                             | Inicio | Termino |
| 1  | Yuvraj (Príncipe heredero) Karan Singh | 1965   | 1967    |
| 2  | Bhagwan Sahay                          | 1967   | 1973    |
| 3  | Lakshimi Kant Jha                      | 1973   | 1981    |
| 4  | Braj Kumar Nehru                       | 1981   | 1984    |
| 5  | Jahmohan                               | 1984   | 1989    |
| 6  | K.V. Krishna Rao                       | 1989   | 1990    |
| 7  | Girish Chandra Saxena                  | 1990   | 1993    |
| 8  | K.V. Krishna Rao                       | 1993   | 1998    |
| 9  | Girish Chandra Saxena                  | 1998   | 2003    |
| 10 | S. K. Sinha                            | 2003   | 2008    |
| 11 | Narinder Nath Vohra                    | 2008   | 2018    |

- Datos: Q1641511